# Antonio Bertali
Antonio Bertali (Verona, 1605 - Viena, 17 d'abril de 1669) fou un compositor i violinista italià de l'època barroca.
Fou cèlebre pels seus oratoris que seguia en totes les seves petjades d'Alessandro Scarlatti. restà molt de temps en la cort austríaca en temps de l'emperador Leopold I. Residí a Viena durant el regnat d'aquest monarca, prestant-li la seva col·laboració quan aquest va voler fundar l'escola vienesa a la qual formació contribuïren els mestres italians Pietro Andrea Ziani, Antonio Draghi, Marc' Antonio Ziani i a més Schmelzer, T. Rieta, R. G. Reinhardt, Georg Reutter i J. G. Tuse.
Se li deu una Missa de Rèquiem i 28 oratoris que foren estudiats avantatjat ament pels compositors moderns.